# بوبا (فنان ماكياج)
بوبا المعروف أيضًا باسم حمزة سليم هو فنان ماكياج وهو أحد الشخصيات المؤثرة في العالم العربي لعمله الدائم مع عدة شخصيات معروفه مثل   هيفاء وهبي وأحلام ولطيفة وشمس وشذى حسون وقمر.  

## حياة مهنية
عندما عاد إلى بيروت لأول مرة في عام 2005، بدأ بوبا مسيرته المهنية كفنان ماكياج في فردان.  وشارك بوبا في فعاليات أزياء لمصممي الأزياء الراقية مثل نيكولا جبران ، وفيفيان ويستوود ، ودولتشي آند غابانا ، وغارنييه .   عمل مع ليلى كنعان، ويحيى سعادة، وسعيد ماروك، وشريف ترحيني، ووليد ناصيف، وفادي حداد، وجو بو عيد، وياسر الياسري، وديفيد عبد الله، وروجيه مكرزل، وشربل بو منصور، وكارين بدر، وجان كلوز بجاني.  
وهو أيضًا ممثل للعديد من ورش التجميل في جميع أنحاء الشرق الأوسط وأوروبا.   في عام 2015، انتقل بوبا إلى الخطوة التالية في مسيرته المهنية من خلال افتتاح مركز التجميل الخاص به، بيوتيك باي بوبا .  يقع المحل في فردان ويتكون من فريق مكون من 8 أعضاء من فناني الماكياج وأخصائيي تجميل الأظافر وأخصائيي التجميل. 